# Eustacio Argiro (almirante)
Eustacio [Argiro] (en griego: Εὐστάθιος [Ἀργυρός]) fue un almirante bizantino de los siglos IX y X, activo durante el reinado del emperador León VI el Sabio (reino entre 886 y 912.). Fue citado en 902, cuando supuestamente no pudo ayudar a Taormina, en Sicilia, que estaba siendo asediada por los sarracenos. Sería condenado por tradición a regresar a Constantinopla y casi fue ejecutado, siendo salvado por el patriarca Nicolás I el Místico. Vivió en el monasterio de Studion por los años siguientes, hasta ser llamado en 904 para lidiar con una flota sarracena dirigida por León de Trípoli, pero dudó en enfrentarlo y fue reemplazado por Himerio.

## Biografía

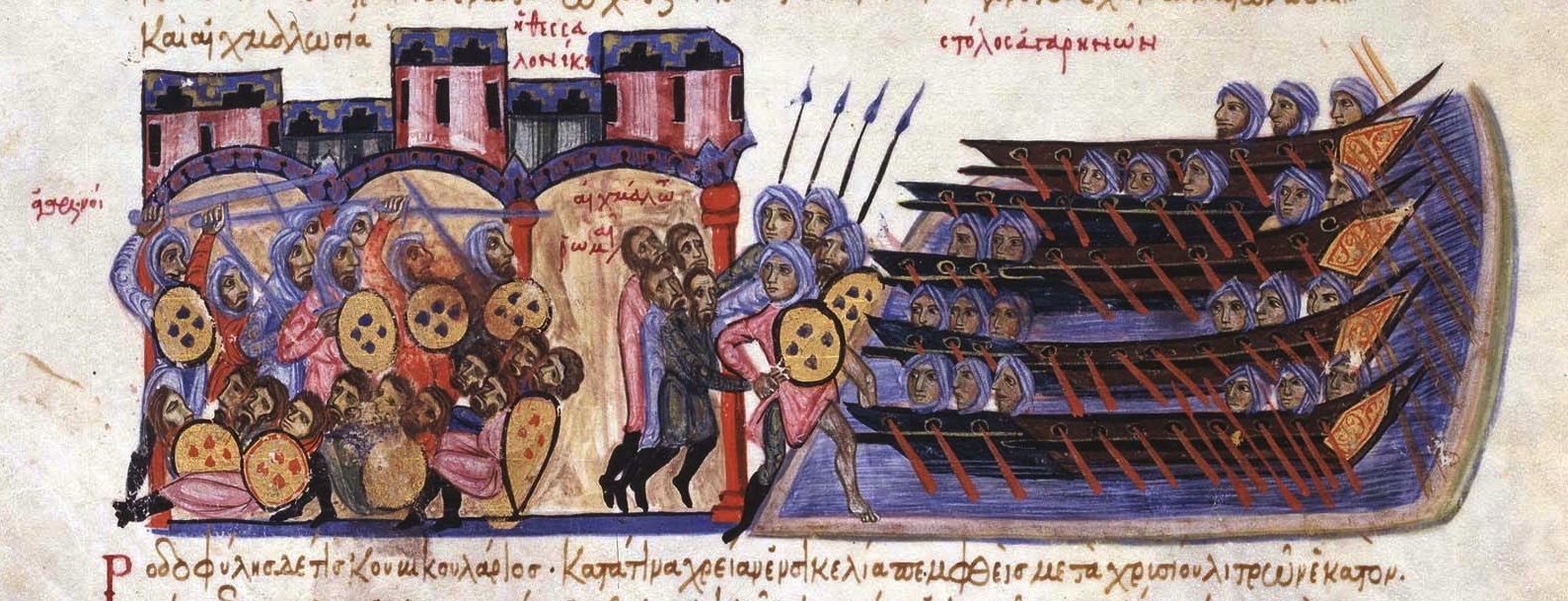
Saqueo de Tesalónica según el Madrid Skylitzes.

Aparece por primera vez durante el estallido de la guerra contra Bulgaria en 894, bajo el mando general de Nicéforo Focas el Viejo. En ese momento, era patricio y comandante de la armada imperial (drungario) y fue enviado al Danubio para transportar a los aliados magiares y poner presión sobre Bulgaria desde la retaguardia; la estrategia funcionó, y el zar búlgaro Simeón I (reino entre 893 y 927) pidió la paz. Sin embargo, tan pronto como los bizantinos se retiraron para que las negociaciones se produjeran, Simeón hizo que los magiares se retirasen y renovó la guerra con el Imperio bizantino.
En 902, el emperador León VI el Sabio (reino entre 886 y 912) envió una flota bajo Eustacio para ayudar a Taormina, en Sicilia, que estaba siendo asediada por los árabes. La ciudad cayó el 1 de agosto de 902, ya su regreso a Constantinopla, Eustacio y el comandante de la guarnición de la ciudad, Constantino Caramalo, fueron acusados por el comandante Miguel Caractos de negligencia extrema e incluso traición. Ambos se enfrentaron a la ejecución, pero se salvaron por la intervención del patriarca Nicolás I el Místico. Eustacio fue confinado en el monasterio de Studion. La naturaleza de «traición» de Eustacio es incierta en las fuentes, y todo el episodio es complicado por el hecho de que ninguna fuente menciona explícitamente su presencia en Sicilia y el sur de Italia. Los académicos modernos asumen que la partida de la armada fue fatalmente retrasada, tal vez, como Teófanes Continuatus afirma, debido a que el emperador empleó sus marineros en la construcción de una iglesia.
Sin embargo, el fracaso de Eustacio puede no haber sido muy grave, ya que solo dos años después, en 904, reaparece como comandante de la armada. Se le confió de nuevo con el comando de la armada contra la flota sarracena de León de Trípoli, pero dudó en luchar contra él, e incluso permitió que los sarracenos entraran en el Helesponto, a poca distancia de Constantinopla. León VI lo reemplazó con Himerio, pero también fue incapaz de oponerse con eficacia a los sarracenos, que saquearon la segunda ciudad más grande del imperio, Tesalónica.

## Identidad
Algunos académicos modernos como R. J. H. Jenkins (The 'Flight' of Samonas), R. H. Dolley (The Lord High Admiral Eustathios Argyros and the betrayal of Taormina to the African Arabs in 902) y Ekkehard Eickhoff (Seekrieg und Seepolitik zwischen Islam und Abendland) asocian a Eustacio con el general homónimo contemporáneo, principalmente debido a la referencia del historiador del siglo XI Juan Skylitzes que Argiro siguió una carrera en el ejército, así como en la armada. La identificación es rechazada por J.-F. Vannier (Familles byzantines: les Argyroi (IXe–XIIe siècles)) y R. Guilland (Recherches sur les institutions byzantines). Además, al almirante se le da el apellido «Argiro» en algunas obras modernas que lo distinguen del general, mientras que otros rechazan totalmente el apellido. Según el Prosopographie der mittelbyzantinischen Zeit, «una decisión final ya no se puede hacer», y el principal argumento para ser personas diferentes es la incompatibilidad de sus carreras: como el almirante, Eustacio Argiro experimentó una carrera tumultuosa con desgracia y rehabilitación después de 904, lo que difícilmente sería posible si hubiera estado ya dos veces degradado.